# (8244) Mikolaichuk
(8244) Mikolaichuk est un astéroïde de la ceinture principale.

## Description
(8244) Mikolaichuk est un astéroïde de la ceinture principale. Il fut découvert le 3 octobre 1975 à Nauchnyj par Lioudmila Tchernykh. Il présente une orbite caractérisée par un demi-grand axe de 2,34 UA, une excentricité de 0,21 et une inclinaison de 5,2° par rapport à l'écliptique.

## Compléments